# Liste bekannter Persönlichkeiten des Akademischen Gymnasiums in Hamburg

## Professoren
- Paul Sperling, Professor für Beredsamkeit und Dichtkunst 1613–1633
- Bernhard Werenberg, Professor für praktische Philosophie und Geschichte 1613–1643
- Zacharias Scheffter, Rektor, Professor der Logik und Methaphysik, Vertretungsprofessor der Theologie und Physik.
- Johann Adolph Tassius, Professor für Mathematik 1629–1654
- Joachim Jungius, Professor für Physik und Logik 1629–1657
- Ägidius Gutbier, Professor der orientalischen Sprachen 1652–1667; Professor für Logik 1660–1667
- Michael Kirsten, Professor der Mathematik 1655–1660; Professor für Physik und Poesi 1660–1678
- Rudolf Capell, Professor für Rhetorik, 1660–1675, Professor für Griechisch und Geschichte 1675–1684
- Vincent Placcius, Professor für Beredsamkeit und praktische Philosophie 1675–1699
- Martin Fogel, Professor für Logik und Metaphysik 1675–1675
- Eberhard Anckelmann, Professor für Orientalistik 1675–1701
- Gerhard Meier, Professor für Logik und Metaphysik 1691–1699
- Sebastian Edzardus, Professor für Logik und Metaphysik 1699–1736
- Johann Albert Fabricius, Professor für Rhetorik und Ethik 1699–1736
- Johann Christoph Wolf, Professor für Orientalistik 1712–1716
- Michael Richey, Professor für Griechisch und Geschichte 1717–1761
- Johann Christian Wolf, Professor für Physik und Poesie 1725–1766
- Hermann Samuel Reimarus, Professor für Orientalistik 1727–1768
- Johann Dietrich Winckler, Professor für Rhetorik und der praktischen Philosophie, anschließend für Logik und Metaphysik 1736–1744
- Paul Schaffshausen, Professor der Logik, Metaphysik und Beredsamkeit 1745–1761, zweiter Bibliothekar 1752–1761
- Johann Georg Büsch, Professor für Mathematik 1756–1800
- Jakob Albrecht von Sienen, Senatssyndicus in Hamburg 1768–1837
- Johann Heinrich Vincent Nölting, Professor für Philosophie und Rhetorik 1761–1806
- Martin Friedrich Pitiscus, Professor für Orientalistik 1768–1794
- Paul Dietrich Giseke, Professor für Physik und Poesie 1771–1796
- Johann Moritz Heinrich Gericke, Professor für praktische Philosophie und achtmaliger Rektor 1782–1826
- Christoph Daniel Ebeling, Professor für Griechisch und Geschichte 1784–1817
- Karl Friedrich Hipp, Professur für Mathematik und Naturwissenschaften 1804/1805–1836
- Johann Georg Christian Lehmann, Professur für Physik und Naturgeschichte 1818–?
- Otto Carsten Krabbe, Professor für Biblische Philologie 1833–1840
- Christian Friedrich Wurm, Professor für Geschichte 1833–?
- Karl Werner Maximilian Wiebel, Professor für Physik und Chemie, 1838–1881
- Gustav Moritz Redslob, Professor für Philosophie und Biblische Philologie 1841–1882
- Christian Petersen, Professor für klassische Philologie 1849–1871, sowie 1849 erster Vorsitzender des Hamburger Kunstvereins

## Studenten
- Wilhelm Amsinck (1752–1831), Hamburger Senator und Bürgermeister.
- Johann Philipp Beckmann (1752–1814), Jurist und Kunstsammler.
- Salomon Abendana Belmonte (1843–1888), deutscher Jurist und Politiker.
- Barthold Heinrich Brockes  (1680–1747), Schriftsteller und Dichter der frühen deutschen Aufklärung.
- Lucas Corthum (1688–1765), Jurist, Ratsherr und Bürgermeister von Hamburg.
- August Danzel (1822–1889), Chirurg und Leiter des Marienkrankenhauses in Hamburg.
- Ludwig Duncker (1810–1875), evangelischer Theologe und Hochschullehrer.
- Esdras Edzardus (1629–1708), Orientalist, Privatgelehrter und Aktivist der Judenmission.
- Paul Dietrich Giseke (1741–1796), Arzt, Botaniker, Lehrer und Bibliothekar
- Karl Ferdinand Theodor Hepp (1800–1851), Rechtswissenschaftler und Hochschullehrer
- Karl Johann Heinrich Hübbe (1764–1830), Prediger und Schriftsteller
- Gottfried Jacob Jänisch (1707–1781), Arzt und Freimaurer in der Zeit der Aufklärung.
- Johann John (1797–1865), evangelischer Theologe und Geistlicher
- Hermann Krochmann (1671–1728), evangelischer Theologe
- Johann Martin Lappenberg (1794–1865), Historiker.
- Peter von Lengerke (1651–1709), Jurist und Bürgermeister von Hamburg.
- Theodor Nölting (1811–1890), Pädagoge und klassischer Philologe
- Gerhard Philipp Heinrich Norrmann (1753–1837), Jurist und Hochschullehrer an der Universität Rostock
- Alphons Oppenheim (1833–1877), Chemiker und Hochschullehrer
- Martin Friedrich Pitiscus (1722–1794), Orientalist und Bibliothekar.
- Joachim Rentzel (1694–1768), Jurist und Hamburger Ratsherr.
- Johann Diedrich Schaffshausen (1643–1697), Jurist, Ratsherr und Bürgermeister von Hamburg.
- Paul Schaffshausen (1712–1761), Altphilologe, Theologe und Philosoph.
- Justus Georg Schottelius (1612–1676), Dichter und Sprachgelehrter.
- Nicolaus Schuback  (1700–1783), Jurist und Bürgermeister von Hamburg.
- Jacob Albrecht von Sienen (1724–1800), Jurist und Bürgermeister von Hamburg.
- Jakob Albrecht von Sienen (1768–1837), Hamburger Senatssyndicus.
- Roderich von Stintzing (1825–1883), Jurist und Rechtshistoriker
- Georg Michael Telemann (1748–1831), Kirchenmusiker und Komponist.
- Günther Wagner (1842–1930), Chemiker und Unternehmer.
- Johann Hinrich Wichern (1808–1881), Theologe, Sozialpädagoge, Gründer der Inneren Mission der Evangelischen Kirche.
- Otto Wolters (1796–1874), Theologe und Geistlicher.
- Reinhard Woltman (1757–1837), Wasserbauingenieur.